# 프랑스의 동성결혼
프랑스의 동성 결혼은 전 세계에서 13번째로 합법화되었으며 2013년 5월 18일부터 시행하고 있다. 해당 제도는 프랑스 본토뿐만 아니라 해외 영토에서도 유효하다.

## 역사
프랑스에는 1999년부터 시민 결합 제도에 해당하는 시민연대계약(PACS:pacte civil de solidarité)을 시행하고 있다. 2012년 자료에 따르면 전체 시민연대계약 중 약 2%인 9143쌍이 동성간 시민 결합인 것으로 조사되었다.
2012년 프랑스 대통령 선거에서 동성 결혼 합법화를 공약으로 내건 프랑스 사회당의 프랑수아 올랑드 대통령이 승리하였다. 동성 결혼 법안은 2012년 11월 발의 되어, 하원에서 331표를 상원에서 171표를 받아 통과하였다. 동성 결혼에 반대하는 보수주의 대중운동연합 등이 프랑스 헌법재판소에 위헌 여부를 물었으나 2013년 5월 합헌 판결을 받았다. 같은 날 동성 결혼 법안은 대통령의 서명을 받고 공포되어 즉시 효력이 발생하였으며 5월 29일 프랑스 남부 도시 몽펠리에에서 시장의 주례 하에 첫 동성 결혼식이 열렸다. 동성 결혼 합법화와 관계없이 시민연대계약 제도는 계속 유지된다.

## 여론
1996년 Ifop의 여론 조사에 따르면 48%의 응답자가 동성 결혼에 찬성을, 33%가 반대한다고 답변하였다. 최근 2014년 여론 조사에 따르면 55%에서 61%의 응답자가 동성 결혼을 지지한다고 밝혔다.
프랑스에 동성 결혼 법이 통과된 이후 동성 결혼에 반대하는 가톨릭계와 대중운동연합, 극우주의자들이 동성 결혼 폐지를 위한 거리 시위를 주도하였다. 그러나 2014년 9월 iTélé에서 실시한 조사에 의하면 응답자의 73%가 동성 결혼법 폐지에 반대한다고 밝혔으며, 대중운동연합의 지지자 56%도 동성 결혼 폐지에 반대하고 있는 것으로 나타났다.
2015년 여름 프랑스에서 실시된 유로바로미터 조사에 의하면 응답자의 71%가 유럽 전체에서 동성결혼이 허용되어야 한다고 답변하였으며 24%가 반대하였다.
프랑스 전 대통령이자 대중운동연합 당대표인 니콜라 사르코지는 동성 결혼을 다시 폐지해야한다는 기존의 입장을 번복하고 2016년 1월에 새로 출간한 책에서 더 이상 동성 결혼 폐지에 찬성하지 않는다며, 프랑스 사회가 단결해야할 필요성을 주장했다.

## 같이 보기
- 시민연대계약